# Доброжанівка
Доброжа́нівка — село в Україні, у Врадіївській селищній громаді Первомайського району Миколаївської області. Населення становить 436 осіб.

## Населення
Згідно з переписом УРСР 1989 року чисельність наявного населення села становила 386 осіб, з яких 176 чоловіків та 210 жінок.
За переписом населення України 2001 року в селі мешкало 427 осіб.

### Мова
Розподіл населення за рідною мовою за даними перепису 2001 року:
| Мова       | Відсоток |
| ---------- | -------- |
| українська | 95,18 %  |
| молдовська | 2,06 %   |
| російська  | 2,06 %   |
| білоруська | 0,46 %   |
| інші       | 0,24 %   |